# Keystone Studios

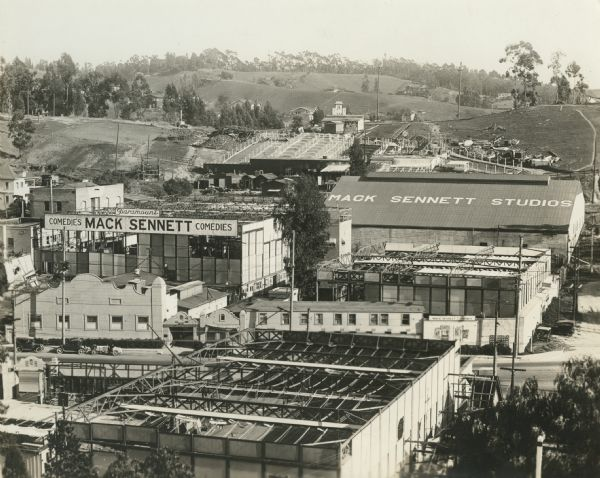
Keystone Studios 1917

Keystone Studios bylo jedno z prvních amerických filmových studií, založené 4. července 1912 v Edendale v Kalifornii jako Keystone Pictures Studio Mackem Sennettem. Finančně ho podpořili herec a scenárista Adam Kessel (1866–1946) a Charles O. Baumann (1874–1931), majitelé společnosti New York Motion Picture Company (založené v roce 1909).
Společnost, která ve svých kancelářích vystupovala pod názvem The Keystone Film Company, natáčela několik let v Glendale a Silver Lake v Los Angeles a její filmy byly v letech 1912 až 1915 distribuovány společností Mutual Film Corporation.
Jméno Keystone bylo zvoleno podle nápisu na jednom z vagonů projíždějícího vlaku společnosti Pennsylvania Railroad (Keystone State je přezdívka Pensylvánie) během prvního setkání Sennetta, Kessela a Baumanna v New Yorku.
Původní hlavní budova, která byla prvním zcela uzavřeným filmovým studiem v historii, stále stojí. Nachází se na adrese 1712 Glendale Blvd v Echo Parku v Los Angeles a v současné době slouží jako sklad pro veřejnost.

## Produkce
Studio je nejvíce připomínáno pro éru němého filmu pod vedením Macka Sennetta, kanadsko-amerického herce, režiséra a producenta, který se stal známým jako „Král komedie“. S finanční podporou Adama Kessela a Charlese O. Baumanna založil v roce 1912 Keystone Studios v Edendale v Kalifornii, dnes součásti Echo Parku. Původní hlavní budova, která byla prvním kompletně uzavřeným filmovým studiem, stojí dodnes. Zde, v tzv. „Sennettově továrně na zábavu,“ vytvořil Sennett groteskní kousky Keystone Cops (od roku 1912) a Sennett Bathing Beauties (od roku 1915). Keystone komedie byly známé díky honičkám aut a bitvám s dorty, zejména v sérii Keystone Cops.
Charlie Chaplin začal svou filmovou kariéru právě v Keystone, když ho Sennett v roce 1914, čerstvě po jeho vaudevillové kariéře, najal na natáčení němých filmů. Chaplin se rychle stal hvězdným hercem a režisérem a během jediného roku zde natočil třicet pět filmů.
Mezi další herce, kteří v počátcích své kariéry pracovali v Keystone, patří Marie Dressler, Harold Lloyd, Mabel Normand, Roscoe Arbuckle, Gloria Swanson, Louise Fazenda, Raymond Griffith, Ford Sterling, Ben Turpin, Harry Langdon, Al St. John a Chester Conklin.
V roce 1915 se Keystone Studios stalo autonomní produkční jednotkou Triangle Film Corporation, společně s D. W. Griffithem a Thomasem Incem. Sennett odešel v roce 1917, aby produkoval vlastní nezávislé filmy (distribuované nakonec přes Paramount), po čemž začal zájem o Keystone upadat. Keystone Studios nakonec v roce 1935 zkrachovalo a bylo uzavřeno.

## Odkaz a zajímavosti
Většinu osvětlovací a studiové techniky z Keystone koupil Reymond King, který v listopadu 1935 založil společnost „Award Cinema Movie Equipment“ v Benátkách v Kalifornii.
Keystone Studios je fiktivní studio ve filmu Swimming With Sharks (1994) od společnosti Cineville.
V roce 2007 se nezávislé filmové studio Cineville a distributor DVD Westlake Entertainment spojily a pojmenovaly svůj společný podnik Keystone.
Původní areál Keystone Studios byl prozkoumatelnou lokací a významným dějovým prvkem ve videohře L.A. Noire z roku 2011, kterou vydala společnost Rockstar Games.